# Frigga (planetka)
(77) Frigga je planetka nacházející se v hlavním pásu asteroidů. Její průměr činí asi 69 km. Byla objevena 12. listopadu 1862 německo-americkým astronomem C. H. F. Petersem.